# Plymouth Savoy
La Savoy è un'autovettura full-size prodotta dalla Plymouth dal 1954 al 1965. 

## Storia
Il nome "Savoy" fu utilizzato per la prima volta dalla Plymouth dal 1951 al 1953 per un allestimento d'alto livello della Suburban, che fu un modello offerto solo in versione familiare. Dal 1954 la Savoy fu invece promossa a modello a sé stante. Esso appartenne per tutto il periodo in cui fu prodotto alla classe delle vetture full-size. Nel 1962, alla Savoy vennero ridotte considerevolmente le dimensioni. Con questa modifica, però, la classe di appartenenza non cambiò. Come per la Plaza e la Belvedere, anche la denominazione della Savoy derivava dal nome di famosi alberghi.
La Savoy è stata assemblata a Highland Park ed a Detroit, nel Michigan, a Newark, nel Delaware, a Windsor in Canada, ed a Città del Messico. La Savoy aveva montato il motore anteriormente, mentre la trazione era posteriore.

## Prima serie (1954)

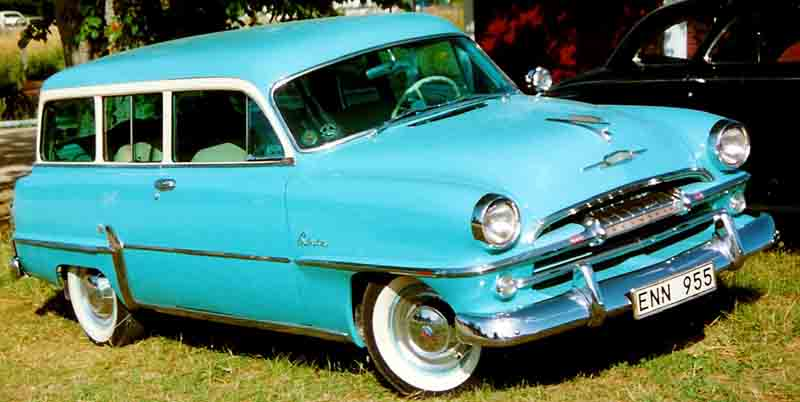
Una Plymouth Savoy familiare due porte del 1954

Nel 1954 la Savoy fu promossa a modello a sé stante e venne offerta sui mercati come modello medio-grande. Nella gamma Plymouth si posizionò tra la Plaza e la Belvedere. Fu offerta in versione familiare due e quattro porte, coupé due porte e berlina quattro porte. Come motore, aveva installato un sei cilindri in linea da 3,6 L di cilindrata. Il cambio era invece automatico a due rapporti. 

## Seconda serie (1955-1956)
Nel 1955 la Savoy fu rinnovata. Nell'occasione, fu dotata di servosterzo. Alla gamma furono aggiunte nuove versioni di carrozzeria. Nel 1956 furono invece introdotte le cinture di sicurezza. Il riproduttore di cassette ad alta fedeltà era invece offerto tra le opzioni.
Questa serie di Savoy fu offerta con un'ampia gamma di motori. Infatti, era possibile scegliere tra un sei cilindri in linea da 3,7 L e dei V8 da 4,4 L, 4,9 L, 5,2 L, 6,3 L, 5,9 L e 6,5 L. I cambi disponibili erano di tre tipi, ovvero manuale a tre rapporti oppure automatico a due o tre rapporti. 

## Terza serie (1957-1959)

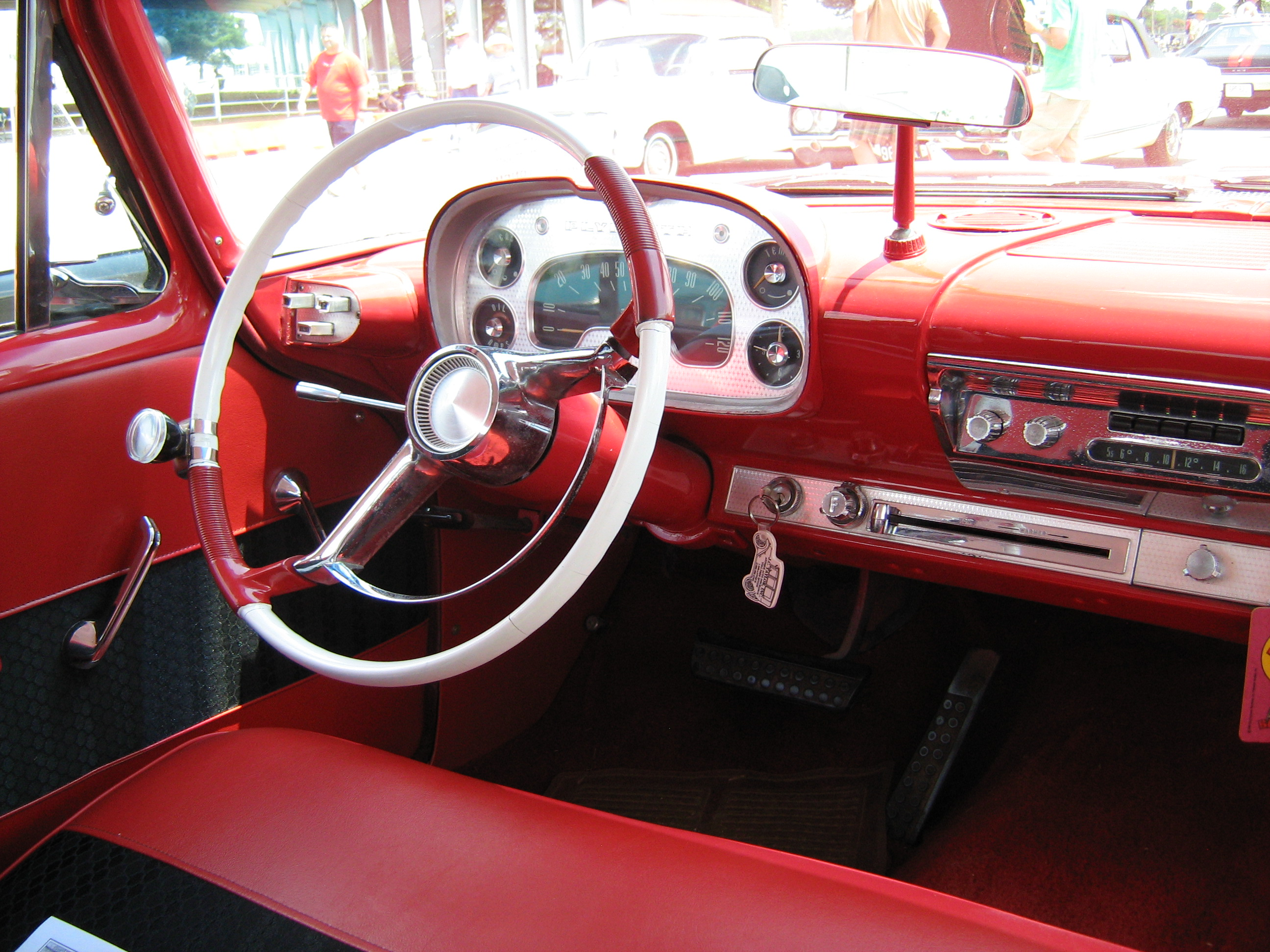
Gli interni di una Plymouth Savoy berlina del 1958

Nel 1957 la Savoy fu rivista nuovamente. Nel 1959 fu tolta dai listini la Plaza e quindi la Savoy diventò il modello più economico della gamma dei modelli full-size della Plymouth. Di conseguenza, gli interni e l'allestimento esterno vennero resi più spartani. Nonostante le modifiche, le vendite non calarono; ciò fu possibile anche grazie agli ordini ricevuti dalle società private, che acquistavano la Savoy per utilizzarle nelle proprie flotte di auto aziendali. Inoltre, la Savoy diventò popolare come taxi. Per questo motivo dalla Savoy derivò un modello, la Plymouth Taxi Special. I cambi disponibili furono i medesimi di quelli della serie precedente. 

## Quarta serie (1960-1961)
Il modello fu rivisto nel 1960. La nuova linea però fu criticata da molti.  Per quanto riguarda i cambi, furono confermati quelli della serie precedente.

## Quinta serie (1962-1965)
Nel 1962 il modello fu rivisto radicalmente e venne considerevolmente rimpicciolito, senza però che cambiasse la classe di appartenenza, cioè quella dei modelli full-size. I motori disponibili su questa serie di Savoy furono dei V8 da 5,2 L, 5,9 L e 6,3 L. Erano invece offerti due tipi di cambio, entrambi a tre rapporti. Uno di essi era manuale, mentre l'altro era automatico.
La Savoy uscì di produzione negli Stati Uniti nel 1964. In Canada, invece, rimase sul mercato fino al 1965. Negli Stati Uniti fu sostituita dalla nuova serie della Fury.